# بول ك. كارلتون جونيور
بول ك. كارلتون جونيور (بالإنجليزية: Paul K. Carlton, Jr.)‏ هو ضابط أمريكي، ولد في 13 مايو 1946 في روزويل في الولايات المتحدة.